# Луврский дворец
Лу́врский дворе́ц, в других переводах дворе́ц Лу́вра (фр. palais du Louvre), или просто Лувр — старинный королевский замок в Париже, перестроенный во дворец, расположенный на правом берегу Сены между садом Тюильри и церковью Сен-Жермен-л’Осеруа; главная выставочная часть одноимённого музея — одного из богатейших в мире художественных собраний.
Возведение нынешнего здания Лувра длилось почти тысячелетие и неотделимо от истории самого города Парижа.

## История Лувра

### Происхождение слова
Первая крепость Лувра была построена при Филиппе-Августе в месте, прозванном «Люпара» (Lupara); происхождение слова неизвестно. Возможно, оно родственно латинскому «люпус» (lupus) и обозначало место обитания волков.
Другая версия относит происхождение слова «лувр» к языку тех франков, что были предками нынешних французов: слово «lauer» или «lower» на старофранцузском означало «сторожевая башня».
Но похожее слово было и в языке тех германских племён, чей язык был нелатинского происхождения. Французский историк Анри Соваль (1623—1676) считал, что слово «лувр» произошло от «leovar, lovar, lover, leower ou lower», что означало «крепость» или «укрепление».

### Средневековый Лувр
Собираясь вместе с Ричардом Львиное Сердце в крестовый поход, король Филипп-Август позаботился оградить свой Город (фр. Cité) от любых внешних атак, и особенно со стороны своих родственников и претендентов на трон Франции — Плантагенетов. Строительство новой крепостной стены началось в 1190 году и длилось 20 лет. Одна из башен крепостной стены, упиравшейся в Сену, была прозвана Луврской. Её двойник — башня, стоявшая на противоположном берегу, — звалась Нельской. Луг перед Луврской башней стал по приказу Филиппа-Августа местом постройки крепости, в будущем превратившейся в королевский замок, а позже — в один из самых знаменитых дворцов мира. Крепостная стена пересекала нынешний внутренний двор Лувра (Квадратный двор), располагающийся в восточной части дворцового комплекса; первая крепость находилась в юго-западной части Квадратного двора. Крепость была для своего времени практически неприступной. В её центральной части стоял донжон тридцатиметровой высоты; крепость была защищена десятью башнями, зубчатыми стенами толщиной 2,5 м с машикулями, и наполненным водой рвом с контрэскарпами. В Лувре размещались королевская казна, тюрьма и арсенал; резиденция короля в то время оставалась в западной части острова Ситэ.

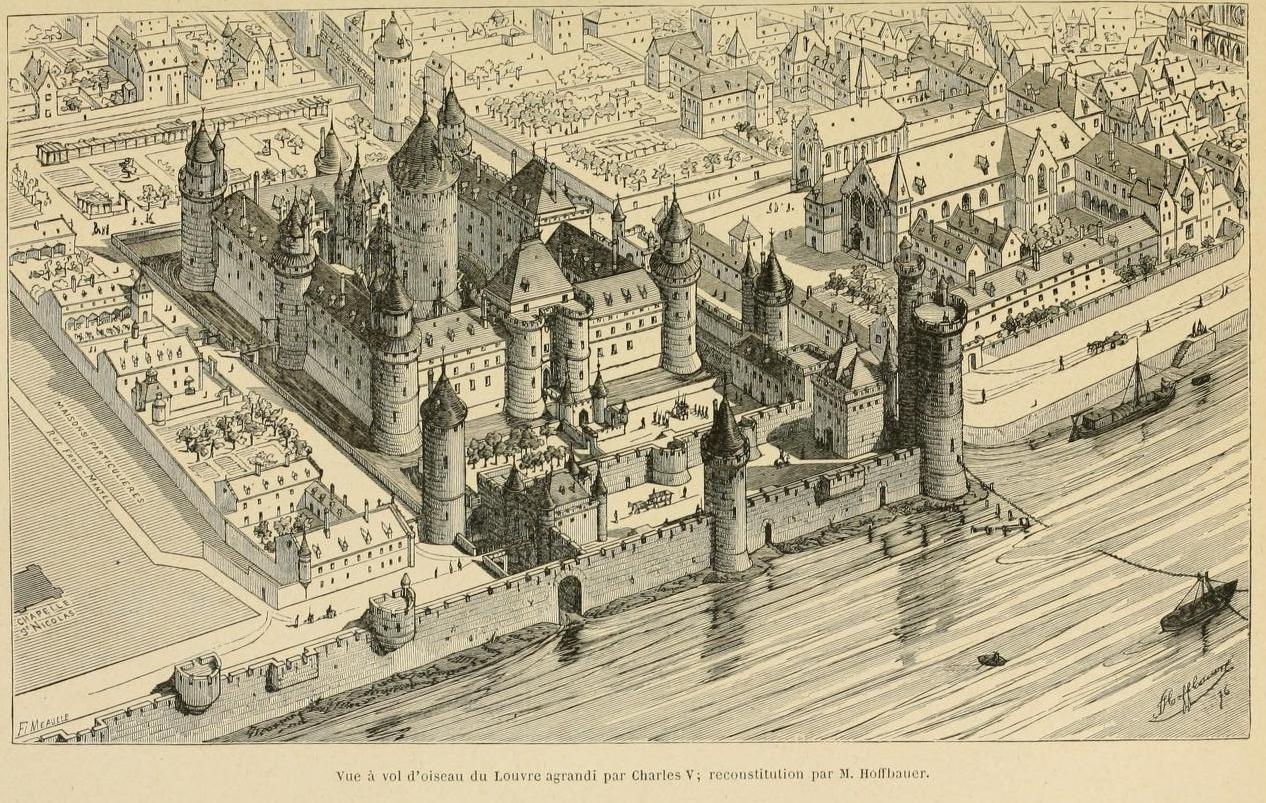
Лувр после перестройки Карлом V

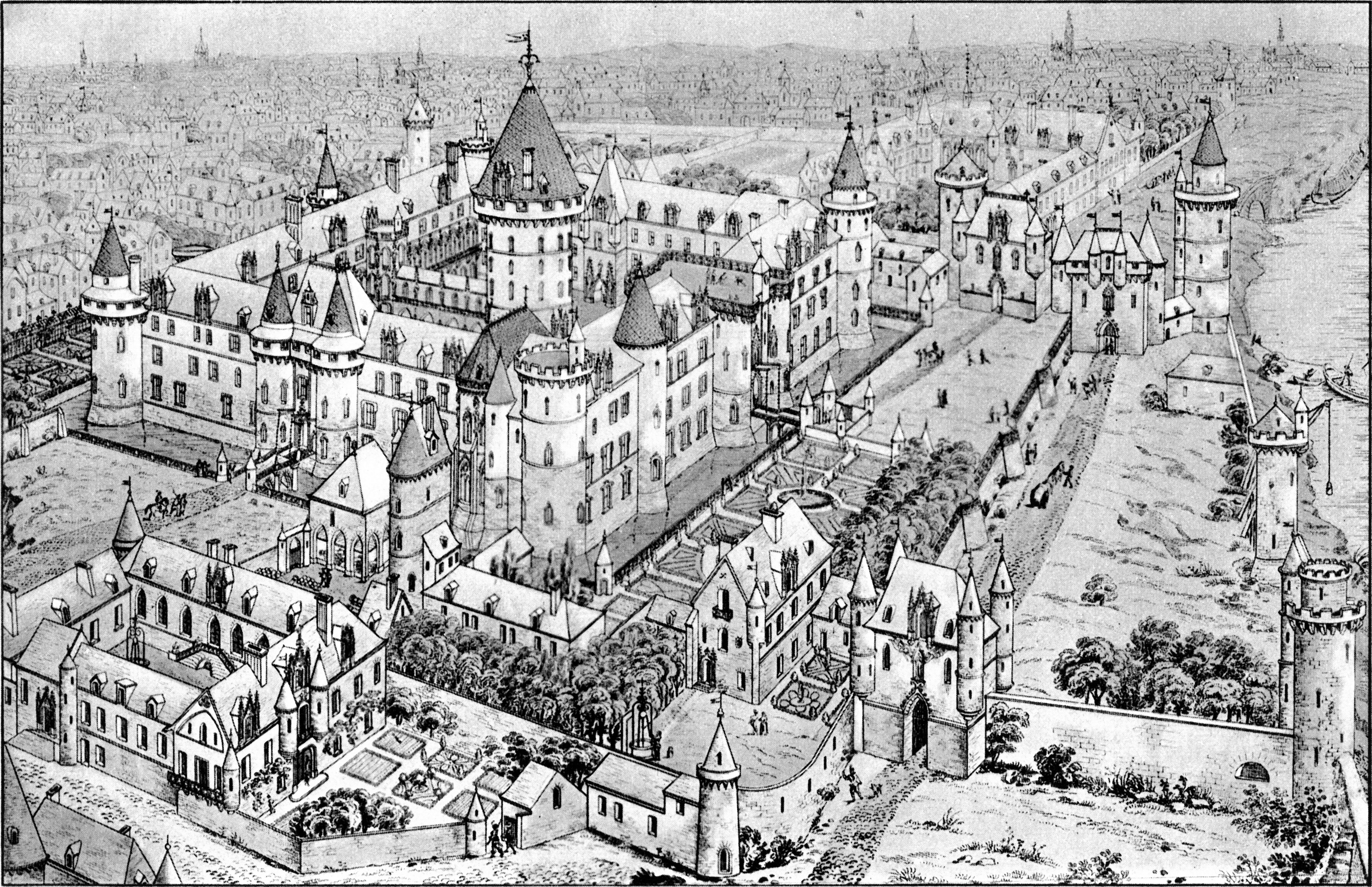
Лувр в 1380—1528 годах

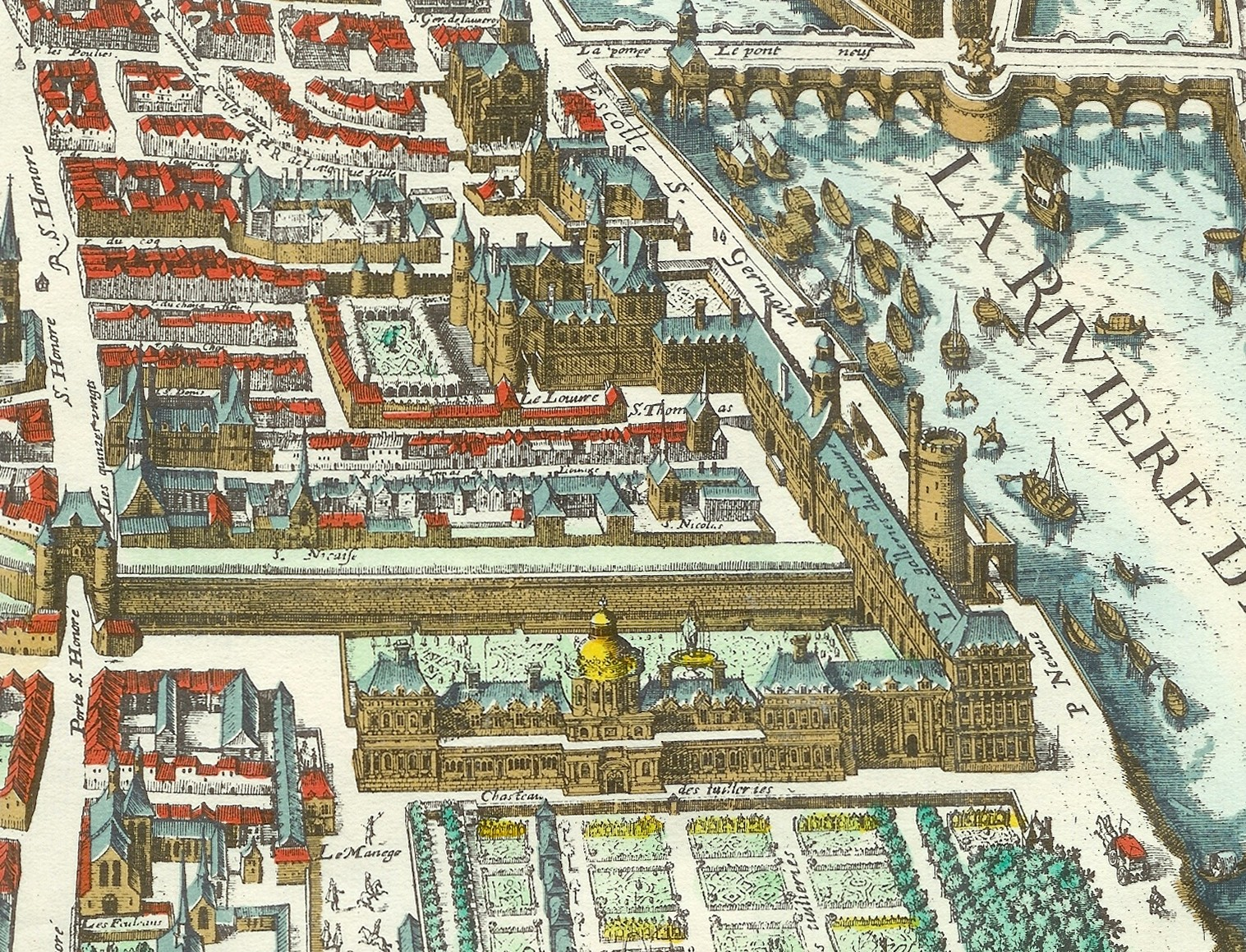
Лувр и дворец Тюильри на плане Мериана (1615)

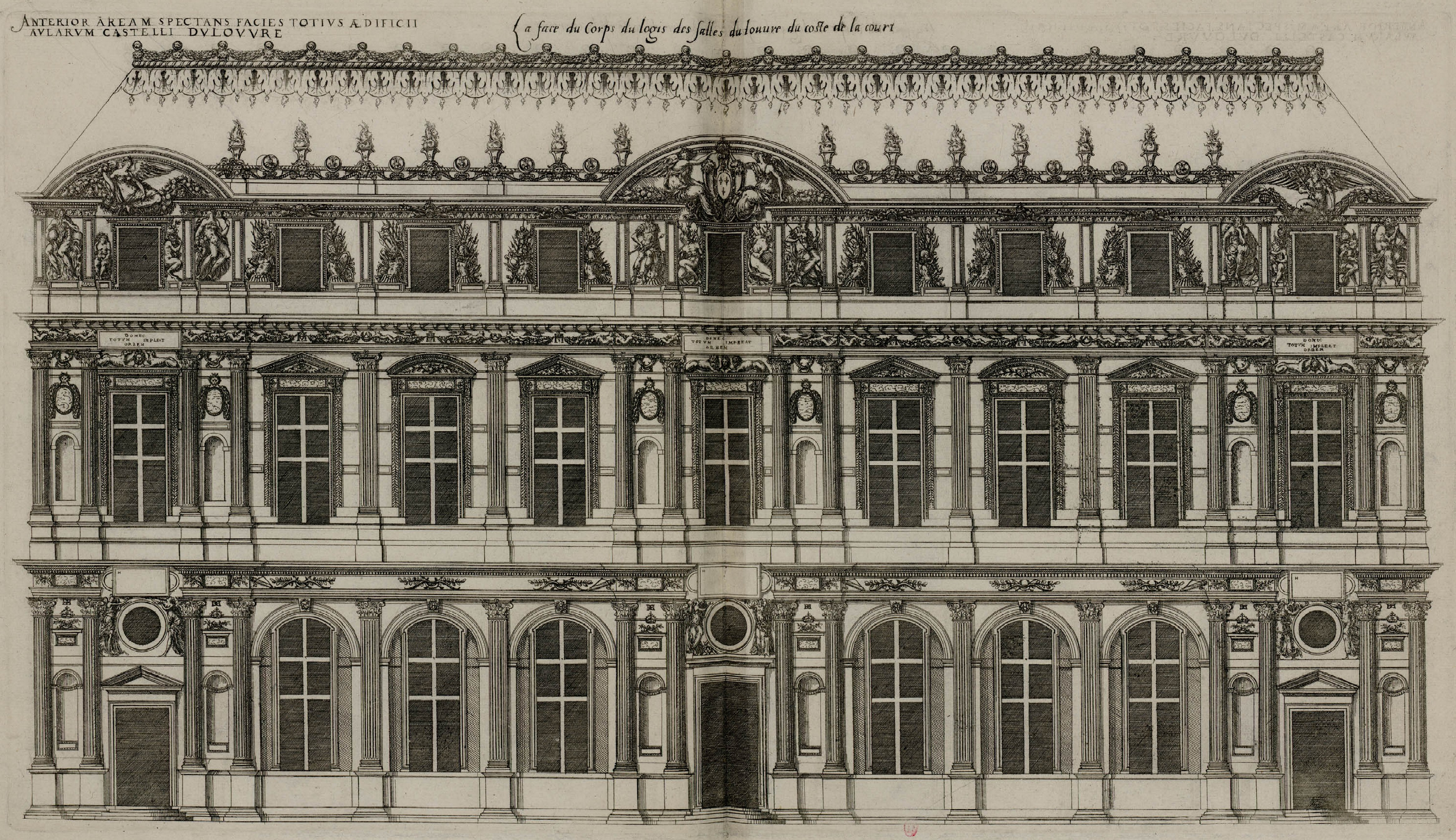
«Западный фасад» Квадратного двора Луврского дворца. Архитектор П. Леско. 1546—1549. Офорт Ж.-А. Дюсерсо из издания «Le premier volume des plus excellents bastiments de France». 1579

В XIV веке, при Карле V, в связи с расширением Парижа были построены охватившие бо́льшую территорию новые крепостные стены, и Лувр частично утратил прежнее оборонительное значение. Карл V перенёс свою резиденцию из дворца на острове Ситэ в Лувр. Бывшая крепость была приспособлена под апартаменты короля — появились жилой корпус, парадная лестница, в существующем здании прорублены окна, крыша покрылась печными трубами и пинаклями; из старого королевского дворца в Лувр была перенесена библиотека из 973 книг — огромное для своего времени собрание. Хорошее представление о внешнем облике Лувра того времени даёт гравюра, размещённая в «Великолепном часослове герцога Беррийского».

### Лувр в эпоху Возрождения
После Карла V французские короли предпочитали жить в замках Луары. Лишь в 1546 году Франциск I решил сделать Лувр своей главной резиденцией в Париже. Он велел снести донжон и поручил архитектору Пьеру Леско и скульптору Жану Гужону строительство современного дворца в духе эпохи французского Ренессанса. Работы начались незадолго до его смерти. При его сыне, Генрихе II строительство продолжилось. Крыло Леско (так называемый «Западный фасад» Лувра), расположено в юго-западной части Квадратного двора (фр. Cour carrée), слева от выхода из Квадратного двора во двор Наполеона. Оно является древнейшей из сохранившейся частей Лувра. Благодаря благородству пропорций, своеобразному применению классического ордера, строгой уравновешенности горизонтальных и вертикальных членений, богатству и изысканности скульптурного декора крыло Леско признано одним из шедевров архитектуры французского Ренессанса. Центральная часть крыла акцентирована парадным оформлением входа и полукруглым фронтоном.
С 1564 года королева Екатерина Медичи начала строительство нового дворца, Дворца Тюильри, рядом с Лувром.

### Генрих IV и Лувр, рождение Большого проекта
Став королём в 1589 году, Генрих IV, начал реализацию «Большого проекта», в который входило удаление остатков средневековой крепости для увеличения внутреннего двора и соединение дворцов Тюильри и Лувра. Дворцы были соединены с помощью Большой галереи по проекту архитекторов Жака Андруэ и Луи Метезо. Нижний этаж Большой галереи был первоначально занят лавками и мастерскими, при кардинале Ришельё в здании разместили монетный двор и типографию.
В XVII веке одна из луврских галерей стала убежищем для мастеров, не входивших в состав профессиональных цехов.

Из королевского указа 1607 года:
«Мы велели устроить здание таким образом, чтобы в нём могли удобно селиться лучшие ремесленники и мастера, и могли бы заниматься как живописью, ваянием, выделкой золотых и серебряных изделий, производством часов, шлифованием драгоценных камней, так и различными другими искусствами, работая как для нашего двора, так и для наших подданных».
В указе следующего года были обозначены также мастера, производившие холодное оружие, столярные изделия, духи, трубы для фонтанов, физические инструменты, ковры и восточные изделия. Тем самым, что они жили в Лувре, все они освобождались от надзора цехов и находились под покровительством короля. Никто не мог им препятствовать работать на публику и брать к себе учеников, и, несмотря на все протесты цехов, они преспокойно производили и сбывали свои товары. Цеховые мастера вынуждены были ограничиться заявлением, что ни один порядочный мастер в Лувре работать не станет, на что никто, конечно, не обращал внимания.

### Правление Людовика XIII (1610—1643)
Из собрания отдельных, независимо друг от друга работающих мастеров Луврская галерея постепенно превратилась в обширную, основанную на разделении труда мануфактуру, производившую предметы роскоши. В Луврской галерее могли заниматься промыслами лица любой национальности; публика, гулявшая по этой галерее длиной в 210 метров, встречала много итальянцев и фламандцев на пороге их мастерских. На вывесках были изображены имена голландских гранильщиков и фабрикантов турецких ковров.
В 1620-х годах, при Людовике XIII, по проекту Жана Лемерсье был возведён центральный павильон будущего Квадратного двора с тремя арочными проходам (павильон Часов), а к северу от него была построена реплика павильона Леско. К этому времени Квадратный двор был признан слишком тесным, и согласно планам Лемерсье площадь двора планировалось увеличить вчетверо. Реализовать этот замысел удалось лишь при следующем короле, Людовике XIV.

### Лувр во времена Людовика XIV
Выдающимся памятником архитектуры и декоративного искусства эпохи «большого стиля» правления Людовика XIV является Галерея Аполлона (ныне первый этаж крыла «Денон»). При Генрихе IV галерея называлась «маленькой», но «Король-солнце» задумал устраивать здесь пышные приемы. Пожар 1661 года в самом начале его правления спутал планы и уничтожил исторические интерьеры. Реконструкцию галереи, названной в честь короля (Аполлон — бог Солнца, олицетворение Людовика XIV), доверили архитектору Луи Лево и первому живописцу короля Шарлю Лебрену, который выбрал в качестве основной темы лепного и живописного декора миф об Аполлоне. Оформление галереи длиной 61 метр, в особенности декор свода, отличается истинно барочной пышностью: рельефы, скульптура, картины, росписи, позолота.
Галерею Аполлона иногда называют в качестве прообраза будущей Зеркальной галереи в Версале, в которой культ короля достигнет своего апогея. И действительно, две галереи схожи. Но не все эскизы Лебрена удалось осуществить в XVII веке. Декоративные работы в Лувре растянулись на два столетия. Заканчивали их в 1851 году. Архитектор Феликс Дюбан, следовал чертежам Лево, а живописец Кристиан Делакруа в 1853 году завершал росписи центральной части свода, пустовавшей со времен Лебрена. В Галерее Аполлона традиционно экспонируются драгоценности и произведения декоративно-прикладного искусства эпохи «Короля-Солнце».
Во второй половине 1660-х годов король Людовик XIV решил перестроить восточную часть Луврского дворца. С января 1664 года «сюринтендантом Королевских построек» (фр. surintendant Bâtiments du Roi) был всесильный министр финансов Ж.-Б. Кольбер. По его решению в комиссию по проектированию восточного фасада Лувра вошли архитекторы Луи Лево, Шарль Лебрен, Франсуа д’Орбе и Клод Перро. Скорее всего, Перро взял на себя в этом проекте инженерно-технические проблемы, но они в то время были главными и поэтому впоследствии восточный фасад, замкнувший «Квадратный двор» Лувра получил его имя: «Колоннада Клода Перро».
Восточный фасад Лувра — шедевр французской архитектуры XVII века. Ныне, рассматривая совершенную каменную кладку, тончайшую резьбу капителей, с трудом веришь, что это произведение начальной стадии западноевропейского классицизма. Перро изобрёл особую технику кладки тёсаных камней без раствора, которая создаёт впечатление исключительно гладкой плоскости стены. Возведение Колоннады относится к эпохе «большого стиля», соединяющего элементы французского классицизма и итальянского барокко. Однако барочность в этой композиции присутствует лишь в малой степени. Отчасти это связано с намеренным противопоставлением новой французской «модели» устаревшей итальянской. В апреле 1665 года в Париж прибыл гений архитектуры барокко Дж. Л. Бернини. Он привёз с собой по просьбе короля собственный проект (в нескольких вариантах). Но он был отвергнут (король приглашал к участию в конкурсе также К. Райнальди и Пьетро да Кортона). Согласно одной из версий, французам ближе оказался классицизм, чем пышное и помпезное итальянское барокко. По другой версии, Ж.-Б. Кольбер, руководивший конкурсом, настоял на более дешёвом классицистическом проекте, чем барочный вариант Бернини (а разницу в средствах решил присвоить).
В проекте Лево, Д’Орбе и Перро мощная колоннада «большого ордера» (в высоту двух этажей) из сдвоенных каннелированных колонн (это придаёт зданию небольшую барочность) коринфского ордера установлена на первом, цокольном этаже гладкой кладки из светлого, почти белого арденнского известняка с удлинёнными «французскими окнами». Колоннада второго и третьего этажей образует типично итальянскую лоджию. Весь фасад значительной протяжённости (173 м) благодаря точно найденным пропорциям и ритму сдвоенных колонн, умело «разбитому» тремя ризалитами: центральным (с треугольным фронтоном) и двум боковым, оформленным полуколоннами и пилястрами, создаёт впечатление истинного величия. Центральная проездная арка фасада открывает перспективу двух внутренних дворов дворца, как бы нанизанных на одну ось.
Строительство велось в 1668—1680 годах. Однако Людовик XIV уже охладел к Парижу, и в 1680 году, вскоре после завершения строительства Восточной колоннады, королевский двор окончательно переехал в Версаль. Грандиозная реконструкция была остановлена. За мощной колоннадой восточного фасада скрывались недостроенные здания внутреннего двора, работы по сооружению которых завершились лишь в XIX веке.
Полстолетия спустя после основания Луврской галереи количество живших там мастеров значительно возросло, образовались мастерские — шпалерные, оружейные, ювелирные и мебельные. Одной из мастерских руководил знаменитый мастер-мебельщик Андре-Шарль Буль. В его мастерской находилось восемнадцать станков для создания интарсий, два столярных станка; там же работали пильщики, бронзовщики и мастера по сборке отдельных частей и окончательной отделке мебели. Вместе с Булем за ходом работ надзирали его четыре сына. Мастерская А.-Ш. Буля представляла собой мануфактуру, изготовлявшую различные типы мебели с инкрустациями красного и чёрного дерева, перламутра, панциря черепахи, с накладками из золочёной бронзы. Там же делали корпуса часов, столы, бюро, книжные шкафы с зеркальными стёклами, люстры, пресс-папье, комоды с бронзовыми украшениями и т. п..

## Лувр в наше время
В Луврском дворце находятся:
- Музей Лувр;

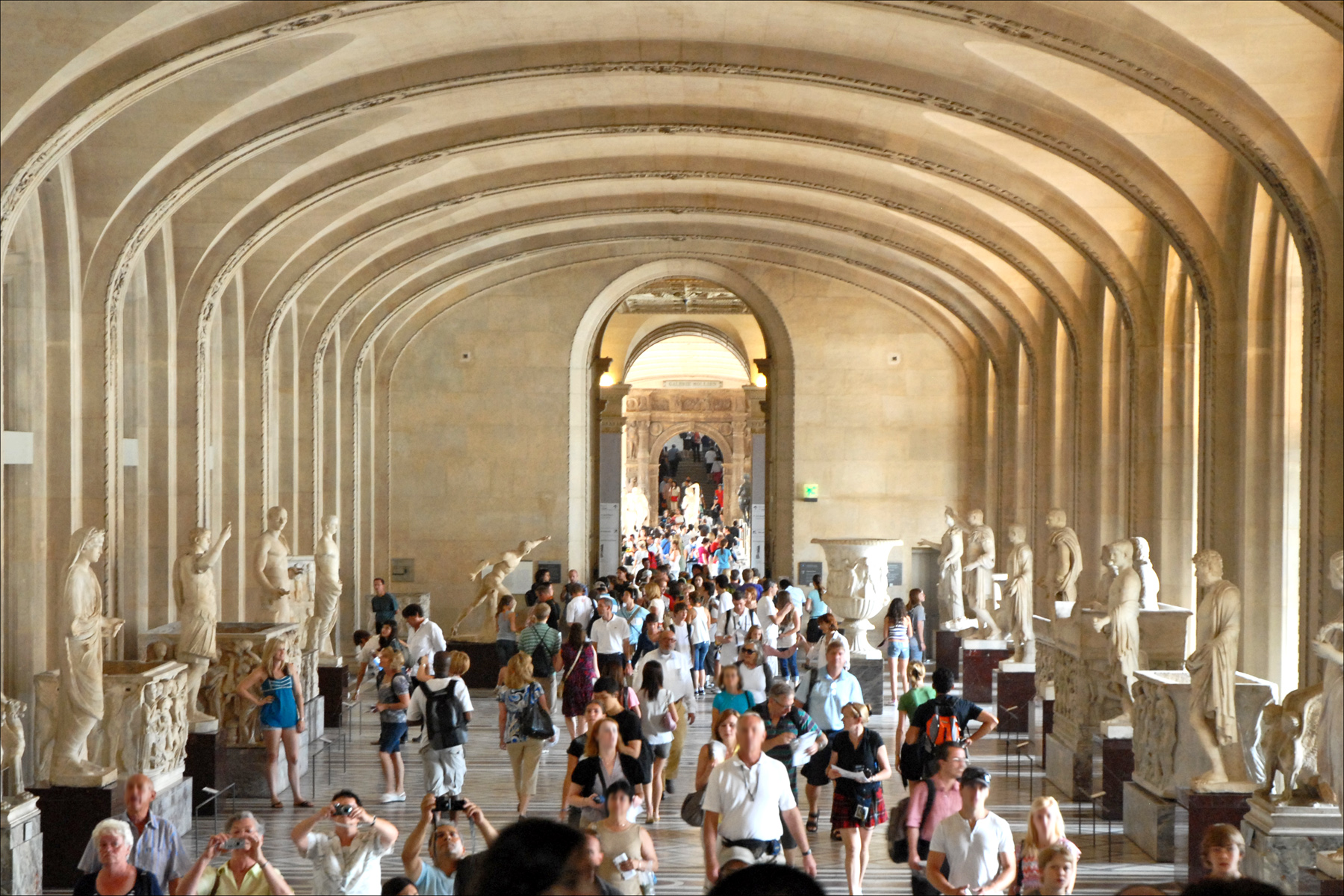
Один из залов музея

- Центральный совет декоративно-прикладных искусств (фр. l’Union centrale des arts décoratifs (UCAD)) и его коллекции (декоративно-прикладное искусство, мода и текстиль, рекламное искусство), а также его библиотека и кружки для детей и взрослых в части дворца под названием Карусель;
- Высшая школа Лувра (входы Rohan и Flore);
- Музейно-исследовательский центр реставрации (фр. Centre de recherche et de restauration des musées de France (C2RMF)), лаборатория в Карусель и кружки для взрослых в залах Флоры;
- Торговая часть Луврской Карусели (фр. Carrousel du Louvre): 16 000 м², более 50-ти магазинов;
- Залы в Луврской Карусели для проведения выставок: 7100 м², 4 зала для престижных собраний.

## Колоннада Лувра

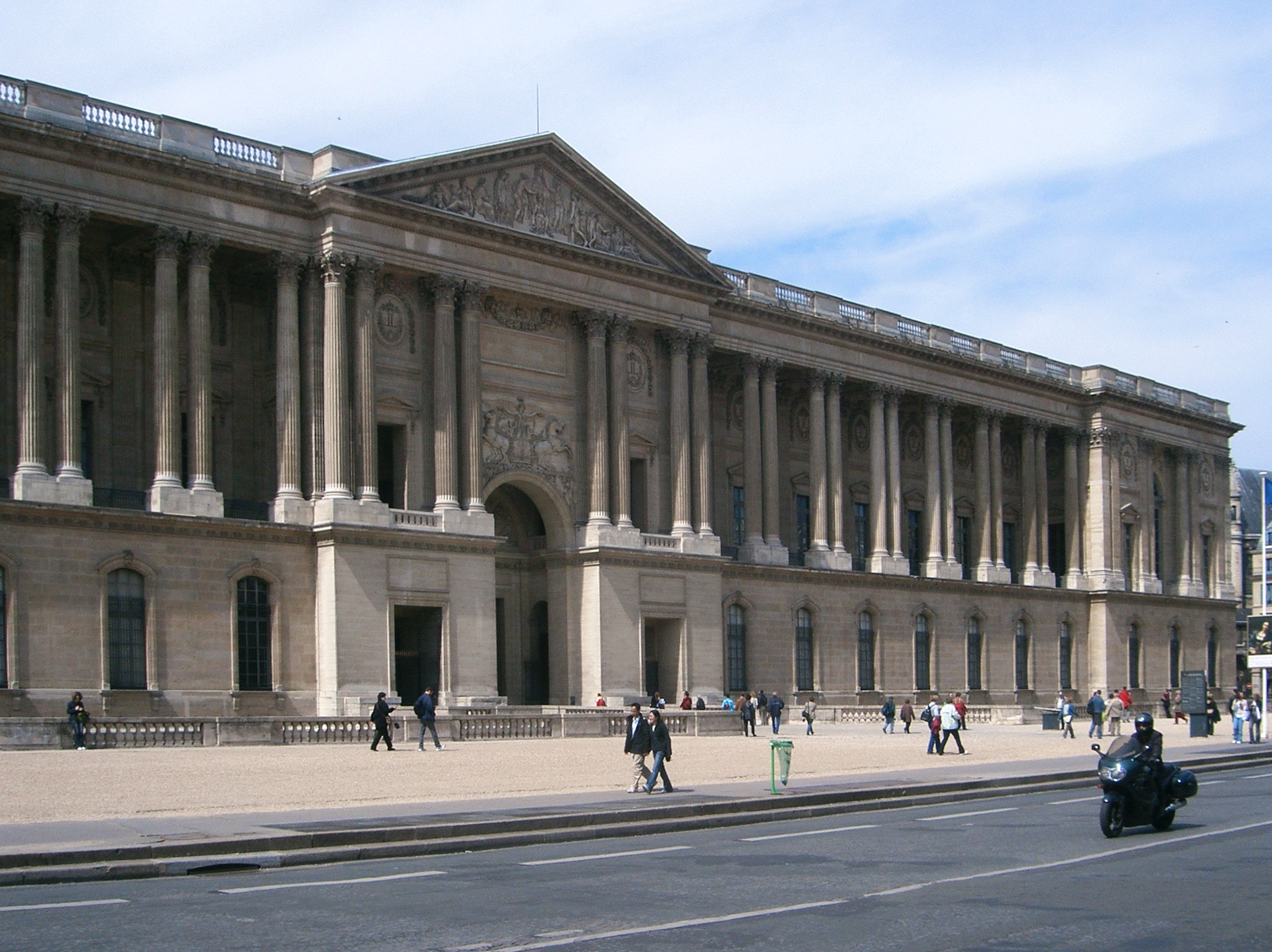
Колоннада Луврского дворца

Колоннада Лувра — восточный фасад королевского дворца Лувр в Париже, выходящий на площадь Лувра.
Сооружена в 1667—1673 гг. архитектором Клодом Перро, братом знаменитого сказочника, на основе первоначального проекта Луи Лево. Протяжённость колоннады 170 метров. Колоннада считается одним из шедевров французского классицизма.

## Южный фасад Лувра
На чертеже представлен проект надстройки южного фасада Лувра (со стороны Сены) поверх существовавшего южного фасада архитектора Луи Лево.

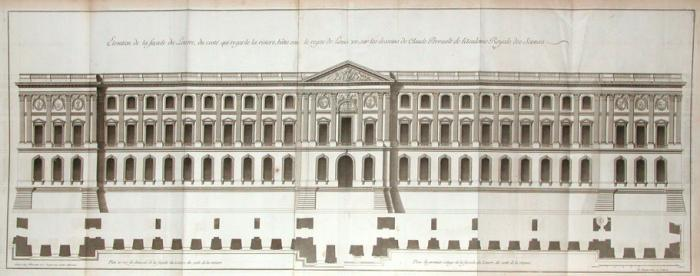
Гравюра Жана Мариетта по рисунку Клода Перро, из книги Architecture françoise ou recueil des maisons royalles, de quelques églises de Paris et de châteaux et maisons de plaisance de France bâties nouvellement (1783)